# Pedro Rizzo
Pedro Augusto Rizzo (Rio de Janeiro, 3 maggio 1974) è un ex lottatore di arti marziali miste brasiliano che ha lottato per anni nell'Ultimate Fighting Championship anche come top contender al titolo dei pesi massimi, dove fu sconfitto una volta da Kevin Randleman, che gli inflisse la prima sconfitta in carriera dopo nove vittorie consecutive, e due volte da Randy Couture.
Rizzo in carriera ha ottenuto vittorie prestigiose contro ex campioni del mondo dell'UFC come Mark Coleman, Dan Severn, Josh Barnett, Andrei Arlovski, Ricco Rodriguez e Ken Shamrock. Rizzo è un ex campione dei pesi massimi WVC e combatté anche per un breve periodo nel Pride Fighting Championships ottenendo solo delle veloci sconfitte contro Sergei Kharitonov e Roman Zentsov.

## Risultati nelle arti marziali miste
| Risultato | Record | Avversario           | Metodo                                | Evento                                    | Data              | Round | Tempo | Città                      | Note                                  |
| --------- | ------ | -------------------- | ------------------------------------- | ----------------------------------------- | ----------------- | ----- | ----- | -------------------------- | ------------------------------------- |
| Vittoria  | 20-11  | Andrew Flores        | KO Tecnico (calci alle gambe)         | Face to Face 12: Rizzo vs. Flores         | 12 settembre 2015 | 1     | 5:00  | Vitória, Brasile           |                                       |
| Sconfitta | 19-11  | Satoshi Ishii        | Decisione (unanime)                   | IGF: Genome 26                            | 26 maggio 2013    | 3     | 5:00  | Tokyo, Giappone            |                                       |
| Sconfitta | 19-10  | Fedor Emelianenko    | KO (pugni)                            | M-1 Global: Fedor vs. Rizzo               | 21 giugno 2012    | 1     | 1:24  | San Pietroburgo, Russia    |                                       |
| Vittoria  | 19-9   | Ken Shamrock         | KO Tecnico (calci alle gambe e pugni) | Impact FC 2: The Uprising: Sydney         | 18 luglio 2010    | 1     | 3:33  | Sydney, Australia          |                                       |
| Vittoria  | 18-9   | Gary Goodridge       | KO Tecnico (ritiro)                   | Washington Combat: Battle of the Legends  | 15 maggio 2010    | 2     | 5:00  | Washington, Stati Uniti    |                                       |
| Vittoria  | 17-9   | Jeff Monson          | Decisione (unanime)                   | Bitetti Combat MMA 4                      | 12 settembre 2009 | 3     | 5:00  | Rio de Janeiro, Brasile    |                                       |
| Sconfitta | 16–9   | Gilbert Yvel         | KO (pugni)                            | Ultimate Chaos                            | 27 giugno 2009    | 1     | 2:10  | Biloxi, Stati Uniti        |                                       |
| Sconfitta | 16–8   | Josh Barnett         | KO (pugno)                            | Affliction: Banned                        | 19 luglio 2008    | 2     | 1:44  | Anaheim, Stati Uniti       |                                       |
| Vittoria  | 16-7   | Jeff Monson          | KO Tecnico (pugni)                    | Art of War 3                              | 1º settembre 2007 | 3     | 2:40  | Dallas, Stati Uniti        | Vince il titolo dei Pesi Massimi UAFC |
| Vittoria  | 15-7   | Justin Eilers        | Decisione (unanime)                   | Art of War 1                              | 9 marzo 2007      | 3     | 5:00  | Dallas, Stati Uniti        | Vince il titolo dei Pesi Massimi IFA  |
| Sconfitta | 14–7   | Roman Zentsov        | KO (pugno)                            | Pride 31: Unbreakable                     | 26 febbraio 2006  | 1     | 0:25  | Saitama, Giappone          |                                       |
| Sconfitta | 14–6   | Sergei Kharitonov    | KO Tecnico (soccer kick e pugni)      | Pride Critical Countdown 2005             | 26 giugno 2005    | 1     | 2:02  | Saitama, Giappone          | Debutto in Pride                      |
| Vittoria  | 14-5   | Ricco Rodriguez      | Decisione (unanime)                   | UFC 45: Revolution                        | 21 novembre 2003  | 3     | 5:00  | Uncasville, Stati Uniti    |                                       |
| Vittoria  | 13-5   | Tra Telligman        | KO Tecnico (ferita)                   | UFC 43: Meltdown                          | 6 giugno 2003     | 2     | 4:24  | Las Vegas, Stati Uniti     |                                       |
| Sconfitta | 12–5   | Vladimir Matyushenko | Decisione (unanime)                   | UFC 41: Onslaught                         | 28 febbraio 2003  | 3     | 5:00  | Atlantic City, Stati Uniti |                                       |
| Sconfitta | 12–4   | Gan McGee            | KO Tecnico (stop medico)              | UFC 39: The Warriors Return               | 27 settembre 2002 | 1     | 5:00  | Uncasville, Stati Uniti    |                                       |
| Vittoria  | 12-3   | Andrei Arlovski      | KO (pugni)                            | UFC 36: Worlds Collide                    | 22 marzo 2002     | 3     | 1:45  | Las Vegas, Stati Uniti     |                                       |
| Sconfitta | 11–3   | Randy Couture        | KO Tecnico (pugni)                    | UFC 34: High Voltage                      | 2 novembre 2001   | 3     | 1:38  | Las Vegas, Stati Uniti     | Per il titolo dei Pesi Massimi UFC    |
| Sconfitta | 11–2   | Randy Couture        | Decisione (unanime)                   | UFC 31: Locked and Loaded                 | 4 maggio 2001     | 5     | 5:00  | Atlantic City, Stati Uniti | Per il titolo dei Pesi Massimi UFC    |
| Vittoria  | 11-1   | Josh Barnett         | KO (pugno)                            | UFC 30: Battle on the Boardwalk           | 23 febbraio 2001  | 2     | 4:21  | Atlantic City, Stati Uniti |                                       |
| Vittoria  | 10-1   | Dan Severn           | KO Tecnico (calci alle gambe)         | UFC 27: Ultimate Bad Boyz                 | 22 settembre 2000 | 1     | 1:33  | New Orleans, Stati Uniti   |                                       |
| Sconfitta | 9–1    | Kevin Randleman      | Decisione (unanime)                   | UFC 26: Ultimate Field Of Dreams          | 9 giugno 2000     | 5     | 5:00  | Cedar Rapids, Stati Uniti  | Per il titolo dei Pesi Massimi UFC    |
| Vittoria  | 9–0    | Tsuyoshi Kohsaka     | KO Tecnico (pugni)                    | UFC 23: Ultimate Japan 2                  | 19 novembre 1999  | 3     | 1:12  | Tokyo, Giappone            |                                       |
| Vittoria  | 8–0    | Tra Telligman        | KO (pugno)                            | UFC 20: Battle for the Gold               | 7 maggio 1999     | 1     | 4:30  | Birmingham, Stati Uniti    |                                       |
| Vittoria  | 7–0    | Mark Coleman         | Decisione (non unanime)               | UFC 18: The Road to the Heavyweight Title | 8 gennaio 1999    | 1     | 15:00 | New Orleans, Stati Uniti   |                                       |
| Vittoria  | 6–0    | David Abbott         | KO (pugno)                            | UFC Brazil: Ultimate Brazil               | 16 ottobre 1998   | 1     | 8:07  | San Paolo, Brasile         | Debutto in UFC                        |
| Vittoria  | 5–0    | Richard Heard        | KO Tecnico (punizione)                | World Vale Tudo Championship 3            | 19 gennaio 1997   | 1     | 13:12 | Brasile                    |                                       |
| Vittoria  | 4–0    | Vernon White         | KO (soccer kick)                      | World Vale Tudo Championship 2            | 10 novembre 1996  | 1     | 6:30  | Brasile                    | Vince il torneo WVC 2                 |
| Vittoria  | 3–0    | Michael Tielrooy     | Sottomissione (keylock)               | World Vale Tudo Championship 2            | 10 novembre 1996  | 1     | 0:18  | Brasile                    | Torneo WVC 2, Semifinale              |
| Vittoria  | 2–0    | Niccolaus            | KO Tecnico (Sottomissione ai pugni)   | World Vale Tudo Championship 2            | 10 novembre 1996  | 1     | 1:49  | Brasile                    | Torneo WVC 2, Quarti di finale        |
| Vittoria  | 1–0    | Eric Labaille        | KO Tecnico (pugni)                    | IMA: Battle of Styles                     | 26 ottobre 1996   | 1     | 2:57  | Paesi Bassi                |                                       |